# 真如港
真如港是中華人民共和國上海市普陀區的一條河流，該河西至西虬江與桃浦河交界處，向東流入蘇州河，全长约4.9公里。真如港西段原先稱為梨园浜，東段稱為潭子灣，後東西兩段以及虬江的一部分統一名稱為真如港，原先的兩個名稱棄用。